# Xã Mirage, Quận Rawlins, Kansas
Xã Mirage (tiếng Anh: Mirage Township) là một xã thuộc quận Rawlins, tiểu bang Kansas, Hoa Kỳ. Năm 2010, dân số của xã này là 50 người.